# 戦国時代に宇宙要塞でやって来ました。
『戦国時代に宇宙要塞でやって来ました。』（せんごくじだいにうちゅうようさいでやってきました。）は、横蛍による日本のライトノベル。ジャンルとしては、日本の戦国時代を扱った架空戦記になる。

## 概要
小説投稿サイト『小説家になろう』で2017年11月1日に連載開始され、1日平均30-40万PVを誇る人気連載である。2019年1月よりモーニングスターブックス（新紀元社）から書籍化刊行されている。
先駆けとなる「ファンタジー世界に宇宙要塞でやって来ました」が2017年8月19日から、旧作の「戦国時代に宇宙要塞でやって来ました」を2017年9月5日から、それぞれ連載開始しており、それらを習作として、2017年11月1日から改めて新規に連載を開始している。
2021年7月7日より『カクヨム』サイトにて、「改・戦国時代に宇宙要塞でやって来ました。」として、改定したバージョンを連載開始している。
2022年11月27日以降、PVによるマネタライズの都合で『小説家になろう』での連載を嫌って、『カクヨム』に連載の主体を移行した。
2023年6月8日以降、話数が増えると読み込みに時間がかかる『カクヨム』の仕様のため、「1558年〜・戦国時代に宇宙要塞でやって来ました。」として新たに連載を開始した。

## あらすじ
学生時代から15年にわたってプレーしてきたフルダイブ型VRNMOによるSF系シミュレーション《ギャラクシー・オブ・プラネット》がサービス終了する。すでに人生の半分以上を共に過ごしてきたAIのキャラクター達との別れには喪失感があった。しかし、気が付くと自身が造り上げたゲームのデータに過ぎなかったはずの宇宙要塞シルバーンと百二十体もの有機アンドロイド達が現実のものとなり、16世紀の太陽系を航行していた。資源を得るために小笠原諸島に拠点を築きつつ、興味本位で織田信長を見に行ったところから織田家との交流が始まり、戦国の世の中を大きく変えていくこととなった。かかわっていくうちに、戦がなく誰もが飢えずに済む世界を作るために奔走していくことになる。
天文16年(1547年)までの前史
- 永正8年(1511年)、清洲三奉行の一人の織田信定の長男として織田信秀が誕生した。
- 永正10年(1513年)、尾張守護の斯波義達の嫡男として斯波義統が誕生するが、斯波家は今川家からの攻勢により遠江や三河での支配権を奪われつつあった。永正12年(1515年)には、今川家に大敗し斯波義達は捕虜になった上に剃髪をさせられた上で尾張に送り返された。これにより斯波義統はわずか3歳で家督を譲られることになった。
- 津島神社(牛頭天王社)の門前町として繁栄していた津島を中心に勢力を拡大していた織田信定は大永6年(1526年)から7年(1527年)の時期に家督を織田信秀に継承し、天文2年(1533年)7月には京都から蹴鞠の宗家である飛鳥井雅綱を招き、それに山科言継も同道して勝幡城で蹴鞠会を開催しその権威を世に示した。
- 天文元年(1532年)に法華一揆から始まった日蓮宗(法華宗)と延暦寺・六角勢との紛争で京都が荒れた。特に、天文5年(1536年)では、天文法難で、延暦寺・六角勢が日蓮宗二十一本山をことごとく焼き払い、京都は下京の全域、および上京の3分の1ほどを焼失した。天文16年(1547年)になってやっと日蓮宗と延暦寺・六角勢との間に和議が成立した。物語開始時における京都の荒廃の原因の一つとなっている。
- 天文3年(1534年)には織田信長が誕生した。
- 天文7年(1538年)頃、織田信秀は今川氏豊の居城の那古野城を奪取し、那古野城を居城とした。天文8年(1539年)には熱田にまで支配勢力を拡大した。
- 天文13年(1544年)に織田信秀が美濃へ進攻するに際して、斯波義統がこれを支持して織田諸家の連合軍で美濃へ進攻し、大垣周辺を占拠した。その一方で坂井大膳は織田信秀の台頭を快く思わず、織田信秀と織田大和守家の信友および斯波義統との離反を狙っていた。
- 天文15年(1546年)に織田信秀は元服前の織田信長に那古野城を譲った。

天文16年(1547年)
- 久遠一馬が織田信長に仕官し、尾張の開発を開始した。
- 滝川一益が久遠一馬に仕官。
- 林の乱 - 織田弾正忠家家臣である林通具による主君織田信秀暗殺未遂事件発生。
- インフルエンザの大流行 - 久遠家による医療対策で、織田家に従う領地とそうではない領地とで明暗が分かれた。
- 清洲騒乱 - 坂井大膳の討伐。尾張は、斯波義統(司法、外交)→織田信秀(軍事)→久遠一馬(内政)のラインによる三頭体制に向かう。

天文17年(1548年)
- 佐治水軍の強化が始まる。知多半島の殖産興業、新型船導入などを行う。蟹江湊の開発が始まる。
- 那古野工業村や農業試験村、久遠病院と織田学校などが稼働を始める。
- 岩倉の乱 - 信秀に臣従することを決断した織田伊勢守信安に対する反乱。尾張統一を確実なものとする。
- 望月出雲守が久遠一馬に仕官。
- 織田分国法の施行。
- 市江島の戦い - 服部友貞の討伐。
- 津島の会見 - 津島天王祭を見物に来ていた斎藤道三と織田家との会談。土岐頼芸を美濃守護に戻すことで和睦することになる。
- 織田信長と久遠一馬が伊勢神宮に参拝。
- 北条幻庵らが尾張来訪し、送り届けたところ襲撃され、鎌倉沖海戦で里見義堯の水軍を討伐した。
- 柳生宗厳ら柳生一門が久遠一馬に仕官。
- 織田家主催の武芸大会が開催され、以後織田家の外交の場として賑わう。
- 塚原卜伝が久遠家と友好関係になり、その人脈が後に北畠家や六角家、足利義藤との交友につながる。
- 太田家のお家騒動 - 太田牛一の実家が親族に乗っ取られた事件に主家となった久遠家が介入して討伐した事件。これにより坂井大膳の派閥の生き残りが一掃される。

天文18年(1549年)
- 土岐家が美濃から追放となり、織田家への斎藤家の臣従の準備として信長が結婚する。
- 揖斐北方城の戦い - 土岐家の残党による反乱。
- 関東を中心に大地震が発生し、織田家が北条家を支援する。
- 太原雪斎が尾張に来訪。
- 三河一向一揆 - 本證寺による一向一揆。

天文19年(1550年)
- 久遠家の結婚式。
- 織田家一行が久遠諸島を訪問。
- 堺で明船を襲撃したポルトガル船が蟹江の港を襲撃したので、これを討伐。拿捕した船を教材として提供し、西洋帆船を造船し始める。
- 正徳寺会談 - 織田家と斎藤家の会談。

天文20年(1551年)
- 浅井討伐 - 斎藤家が織田家に臣従したことに端を発して浅井家が織田家を襲撃した事件。
- 武田晴信の三男である武田信之が尾張に留学。
- 織田家が上洛。斯波義統が右兵衛督、織田信秀が内匠頭となる。途中、観音寺城で六角家および足利義藤と対談する。
- 足利義藤と三好家が和睦し、天文法難などの被害を受けて崩落していた内裏などを、主に斯波・織田・久遠家と六角家が資金を提供して足利将軍の命により三好家に再建を行わせた。
- 大寧寺の変 - 陶隆房におよる大内家への反乱。織田家が公家衆の避難を支援した。
- 対織田家で生き残るための力を得るべく今川家により武田家に対して駿甲の戦いが引き起こされる。

天文21年(1552年)
- 尾張で大内義隆の法要が行われる。
- 寿桂尼が尾張に来訪。
- 松平広忠の織田家への臣従により西三河が統一される。
- 伊勢湾沿岸に台風の被害が出る。北伊勢土一揆が発生する。北畠家との交友が強化される。
- 伊豆大島の噴火 - 北条家から伊豆諸島を久遠家に譲渡される。

天文22年(1553年)
- 信秀が尾張守、信長が尾張介、信広が三河介、久遠一馬が内匠助、信康が図書権頭、信光が造酒権正の官位に就く。
- 九鬼泰隆が織田家に臣従。
- 織田家および北畠家による北伊勢の討伐。
- 織田家一行が久遠諸島を訪問。

天文23年(1554年)
- 蟹江同盟が締結される。その後、斯波義信の婚礼に伴い、織田家、北畠家、六角家の同盟が強化される。
- 織田信長と久遠一馬が上洛。
- 無量寿院の討伐と再興。
- 天文の行啓-方仁親王の尾張行啓。
- 駿甲の戦い - 天文20年から23年まで続いた武田家と今川家との戦は、多大な被害を出した後、武田家、今川家、小笠原家が織田家に臣従することで決着した。斯波義統が信濃の守護となり織田家による救済が始まる一方で、遠州・信濃・甲斐では支配体制の移行に伴う騒乱が続くこととなる。

天文24年/永禄元年(1555年)
- 久遠家の影響力が大きくなりすぎたことにより、朝廷→幕府→斯波・織田・久遠家のラインによる新たな天下の支配体制を模索する駆け引きが本格化する。
- 天文遠江騒乱 - 今川義元の織田臣従に異議を申し立てた勢力を、織田に援軍を借りて今川家が討伐した。この紛争の終了により今川家の臣従が完了した。
- 正親町天皇(方仁親王)の即位と改元 - 警固固関の儀で都への関を閉ざしたことで、即位の経費を負担していた斯波・織田家と朝廷との間に軋轢が生じた。
- 永禄の御幸-後奈良上皇の尾張御幸。
- 譲位にまつわる一連の貢献により、斯波義統が正四位下左兵衛督、織田信秀が従四位上弾正大弼、久遠一馬が従五位下内匠頭、織田信勝が従六位上遠江介に任官される。同様に、六角義賢が従四位下左京大夫、北畠具教が正三位権中納言、三好長慶が従四位下修理大夫の官位を得た。
- 久遠家が蝦夷(北海道)を制圧完了する。その過程で蠣崎家が最終的に織田家に臣従する前提で久遠家に客将として臣従した。北畠家の親族である浪岡北畠家や斯波家の親族である奥州斯波家と友好を図っていたが、蝦夷を搾取していた安東家が久遠家の支配に反発し襲撃し、南部家がそれに味方したことから、それに対する反撃として十三湊を拠点に久遠家による津軽半島の占領による勢力拡大が始まった。

永禄2年(1556年)
- 武田家が織田家に臣従する際に袂を分かった小山田家と穴山家が武田家と和解し、武田家配下として織田家に臣従する。
- 久遠家に敵対していた南部家が降伏し、織田家に臣従の意を示した。
- 久遠諸島への帰省-一馬の子である大武丸と希美の初の帰省。後奈良上皇の代理である山科言継と、美濃勢・武田家・今川家などの新規に織田家に従った勢力の要人と、六角家・北畠家・北条家といった同盟者の要人を伴って、久遠諸島を視察した。

永禄3年(1557年)
- 足利尊氏公二百回忌 - 斯波・織田家が主に経費を提供して、守護家などの武家の諸勢力が上洛して法要が行われた。
- 永禄の茶会 - 都で足利尊氏公の二百回忌が行われたのち、警固固関の儀に関する軋轢の解消を狙って仙洞御所にて後奈良上皇による茶会が行われた。
- 将軍御所造営 - 目賀田山（安土山）に足利義輝の御所である城とその城下町の造営を開始する。朝廷と武家政権との分離と対峙を明確化するものとなった。

永禄4年(1558年)
- 比叡山延暦寺の使者が清洲城を訪れた。奥羽寺社一揆の始末のためだったが現状維持を確認して会談は終わった。奥羽の寺社に信が無いことと、その強欲さに愛想を尽かして奥羽の末寺を切り捨てざるを得なかった。
- 北条氏の娘を、伊勢貞孝の養女として三好長慶の嫡男義興に嫁がせるという縁談を永禄元年（1555年）にいったんまとめていたが、足利義輝と尾張勢が目指す新体制に対する伊勢貞孝の頑なな態度に懸念を抱いた三好長慶が、細川氏綱を通じて六角義賢の養女とするよう依頼した。これにより、北条家と三好家の縁談から伊勢貞孝は外されることになった。
- 仁科騒動 - 仁科三社(仁科神明宮、若一王子神社、穂高神社)と仁科家の勢力争いに端を発した騒動。互いに織田家に臣従しておきながら勝手に武力衝突を引き起こしたことで織田家から主従関係を解消された。この騒動は織田家中にあった寺社への不満を顕在化させることとなり、伊勢神宮や熊野大社などと、斯波家と織田家が関係を断絶するまでに発展した。

永禄5年(1559年)
- 美濃検分 - 美濃衆のひとり斎藤正義による木曾川水運に関する献策書を下に、斯波義信、織田信長、久遠一馬らが井ノ口の町を中心にした近隣の様子と、木曾川流域を視察した。この見分の結果、黒瀬湊と黒瀬街道が整備されることになった。
- 武田信虎の甲斐入り - 信虎の追放から始まり織田家への臣従に伴う一門の分裂にまで至った武田家一門の騒動と因縁がこれを機会に解消された。
- 真継事件 - 真継久直が偽の綸旨を偽造することにより鋳物師年預職として鋳物師公事役徴収をしていたのを、足利義輝が裁いた事件。足利義輝による室町幕府の権威を示し、朝廷-幕府-守護の支配体制の中で公家も裁かれることを示した事件。公家に対する体制支配が強化されるとともに、裏方に回っていた久遠家の権力を誇示する結果となった。

## 登場人物
本作は戦国時代を舞台にしているだけでなく、メジャーな武将からマイナーな武将まで幅広く登場している故に数も多い。
　そのため、主要人物とサブレギュラーで分けたとしてもかなりの人数になる。

### 久遠家
久遠一馬
ゲームのキャラクター名はアレックス。一馬は本名、久遠の姓は織田家に仕える際に信長が下賜した。
中学生の時に両親を失ってから、寂しさからゲームの世界にのめりこんでいた。そこで、ハーレム願望から、ゲームをプレーしていた15年間を通して合計120名の女性型有機アンドロイドのキャラクターをパートナーとして構築するに至った。戦国時代の地球によく似た世界に転移した結果、彼女らは人間と同等の存在になった。エルを筆頭とする彼女らに男としての責任を取らされる形で妻に迎えており、そのうえで家臣となった滝川家と望月家からも嫁を迎え入れたため、122名もの妻を抱える大所帯となっている。
久遠家による織田家での影響力が無視できなくなり、お市の嫁入りを待てなくなったため、1548年には織田信秀の猶子となった。織田信秀が内匠頭の官位を与えられたのに準して、1553年にその下位の官職として内匠介の官位を与えられている。1555年には斯波義統が正四位下左兵衛督に任官されたのに伴って、一馬は従五位下内匠頭の官位を与えられた。
子供
天文21年(1552年)生まれ : 大武丸(男,母:エル), 希美(女,母:エル)
天文22年(1553年)生まれ : 輝(女,母:ジュリア)
天文23年(1554年)生まれ : 武典丸(男,母:ケティ), 武鈴丸(男,母:リンメイ), 遥香(女,母:アーシャ), 武尊丸(男,母:シンディ)
永禄元年(1555年)生まれ : 武孳丸(男,母:リリー), 絵理(女,母:メルティ)
永禄2年(1556年)生まれ : 武護丸(男,母:清), 武昌丸(男,母:かおり), 武光丸(男,母:千代女)
永禄3年(1557年)生まれ : ディアナ(女,母:セレス), カメリア(女,母:ナディ)
永禄4年(1558年)生まれ : 帆乃花(女,母:鏡花),シャラ(女,母:ライラ)
永禄5年(1559年)4月時点で、由衣子、エミール、テレサの3名が妊娠中
久遠エル
アレックスが最初に作った有機アンドロイドのキャラクターで、ゲームの中で15年もの長きにわたり行動を共にしてきた。
一馬の正妻として政策立案に貢献したことから「大智の方」とも呼ばれる。
久遠ケティ
医療活動を主にしていたことから薬師の方とも呼ばれている。
久遠病院の初代院長として知られ、その功績から近代医学の祖である医聖と崇められ、久遠ケティを祀る神社まで作られた。
久遠ジュリア
里見との鎌倉沖海戦での奮戦ぶりから、今巴の方・鬼御前・狂鬼の戦人とも呼ばれる武人。
久遠流の師範とされており、塚原卜伝から鹿島新當流の免許皆伝が与えられている。
久遠セレス
銀髪のクールな容姿と、冷静沈着・滅多に感情を表に出さない所作から、氷雨の方・人形御前とも呼ばれている。
久遠メルティ
絵画を中心とした芸術面での活動が多く、絵師の方・青髪の君・弁天御前とも呼ばれている。
久遠リリー
久遠家直轄の牧場兼農場の責任者。そこに併設されている孤児院で多くの人材を育て孤児たちに慕われていたことから慈母の方とも呼ばれている。
ロボ／ブランカ
久遠家で飼われている柴犬。
ロボは、近くの商家から逃げ出して久遠邸で遊んでいたところを保護され、そのまま飼われることに。
ブランカは津島の商家からロボの番として貰われてきた。
名前の由来はシートン動物記ではあるが、シートン動物記の刊行は劇中ではまだ300年以上先である。
邸内ではほぼ放し飼いで家人客人隔てなく愛想よく振るまっている。お市ともよく散歩に出かけている。
ブランカは4匹の仔犬出産を2回行い、織田家/斯波家にも貰われていっている。将来は尾張犬としてブランド化することに。

### 久遠家家臣
滝川一益
史実の滝川一益。滝川資清の息子。
尾張にやってきた南蛮船に惹かれて、久遠家の門を叩く。久遠家の家臣第一号。
その後は金色砲、鉄砲隊、クロスボウ隊等の実働部隊を率いることとなる。また、対外的には南蛮船艦隊の大将も勤める(実際には久遠家の差配である)。
滝川慶次郎
史実の前田慶次。年齢も史実通り20歳からで、木下藤吉郎より年上である。
滝川家一族が揃って久遠家に仕えに来たとき、ともに尾張に来た。性格言動はよく知られる歌舞伎者ではあるが、その行動で人に迷惑をかけることはまず無い。
普段の役目などは特に書かれてはいないが(一馬の妻達の護衛とおぼしき描写が多い)、一馬達の遠征などにはいつも同行し、いつのまにか役に立っている。
武芸達者で忍活動にも明るい。里見との鎌倉沖海戦のおりの活躍によって、「今弁慶」として諸国には知られることになる。
医術/芸術も一馬の妻らから学ぶことで得手としている。
久遠家の宴会部長。「拙者にお任せを！」

滝川資清
史実の滝川一益の父。
滝川一益が久遠家に仕官したことを切っ掛けに、滝川一族まとめて近江の甲賀から尾張に移ってきた。
業態としては久遠家の総務を取り仕切る形となり、対外的には久遠家のNo2である。
一族を重用してくれた久遠家に大きな恩を感じており、忠義の八郎とも呼ばれる。
お清
滝川資清の娘。
最初は一馬の妻の侍女として働いていた。後に医学を学んで病院で看護師として勤めだし、「看護の方」と呼ばれるようになる。
一馬曰く「天然っぽい」
望月出雲守
名前不明で、一馬も望月殿と呼んでいる。
甲賀望月家の当主だったが、素破扱いの甲賀の生活に見切りを付けて家督と領地は弟に譲り、一族の希望者らと共に一馬の元を訪れる。
久遠家の諜報部隊のトップとして活躍、久遠家のNo3。
望月千代女
史実では信濃のくノ一として有名。
望月出雲守の娘で、共に一馬の元に訪れる。
当初は、久遠家に対する人質か妾の立場を覚悟していたが、俸禄も貰えて三食おやつ付きペット可の待遇に感激。父親の出雲守と共に久遠家に仕えることになる。
太田牛一
通称又助。元は斯波義統の家臣であったが、斯波義統が織田信秀を唯一の家臣としたことで久遠家に仕官した。
史実で「信長公記」を書き残したのと同様に、劇中の世界では「織田統一記」や「久遠家記」、「天文関東道中記」などの歴史的資料を後世に残したとされている。

### 織田宗家
織田弾正忠家を中心に、滅亡した織田大和守家、及び信安が当主である織田伊勢守家などを統合したため、尾張における中心的な大名家となる。当主は織田信秀であり、信長は後を継ぐために実務経験を積んでいる最中にある。
織田（三郎）信長
小説冒頭では13歳。織田信秀の嫡男。
熱田津島神社参拝を理由に渡海してきた一馬の見識を見込んで家臣とするが、このとき一馬に「久遠」の家名を授けている。
劇中では信秀が存命なので次期織田家当主として研鑽中というポジション。
斎藤道三の娘である帰蝶との間に男児が誕生している（幼名は信長と同じ吉法師）。
帰蝶
斎藤道三の娘。織田信長の正室。
最初は「濃姫」と記述されていたが信長との成婚話あたりからは「帰蝶」となる。
史実では信長に輿入れした以降の記録がほとんどなく、どのような生涯を送ったのかはほぼ不明である。
嫁いだ当初は織田家の散財を心配したが、金蔵を見せられて諾了し、以後屋台やキャンプなどの催し物にもアグレッシブに参加するようになる。
史実に実子の記録はなく、史実の織田家嫡男織田信忠の実母もはっきりしていない。
しかし劇中ではこっそり行われたナノマシン治療の甲斐もあり、1551年秋に長男出産。吉法師と命名される(一馬曰く「奇妙丸じゃかわいそう」)。
織田信秀
弾正忠を詐称していたが、1551年に内匠頭に任官後、1553年に尾張守、1555年に従四位上弾正大弼に任官している。信長の父親。
物語開始時には尾張の一奉行であった。しかし一馬らの支援を受け清洲の坂井大膳を戦で下し、実質的な尾張の最高権力者となる。
史実では1552年に死没しているが、劇中では存命。
当初は普通の戦国大名ではあったが一馬らとの交流の末に善政を敷き、仏の弾正忠と呼ばれるようになり、普通に歩いていると拝まれるほどである。
一馬の献策を理解できる才知と、それを受け入れる度量を持つ。
信長自身が目立った活躍がまださほど無いため、要塞勢を除けば本作品のメインキャラと言っても良い位置づけにある。
主君である斯波義統とは、傀儡ネタで談笑することも。
お市
織田信秀の娘。信長の妹。天文16年生れ。
一馬とエルに非常に懐いており、頻繁に一馬宅を訪れるようになる。「かじゅま〜」
織田家と久遠家の縁組みのために、将来的に一馬の嫁にしようと周囲が画策中。
土田御前
織田信秀の正室。織田信長の実母。
信長の弟の信行を溺愛したために信長と疎遠…というあたりは、よく知られるエピソードであるが、しかし劇中では、この辺りは林通具に唆されたとされる。
林通具が排除された後は普通に信長に母親らしい言葉をかけ、一馬に対しても母親っぽく接するようになる。
久遠家に関わった女性らしく、水着を着て遊んだり文官仕事に関わったりと活動的になっていった。奥様方を集めてのお茶会も開催している。織田家中婦人会会長。
織田信光
織田信秀の弟で家臣。守山城主。通称は孫三郎。
信秀の施政にも積極的に協力していく。
ちょい悪親父風の酒好きで、自領に酒の工房を積極的に誘致している。尾張の酒担当。
遊びに行くときには呼ばないと怒る親戚の叔父さんポジション。
北条幻庵らを関東に送る際にも南蛮船に同乗し、マストに登るなどのやんちゃをしている。
織田信広
織田家家臣で三河の安祥城主。信秀の庶子で信長の兄でもある。通称は三郎五郎。史実では長島一向一揆で戦死している。
信秀の急激な施政の変化に戸惑いつつも、対今川の最前線である安祥周辺と三河武士をうまく治めている。
織田信康
犬山城城主。信秀の弟。史実では、劇中では信秀が取りやめた美濃攻めにて戦死していた。
織田家重鎮として信秀の補佐をしている。嫡男信長と久遠一馬を除けば織田家No2。対三河一向宗でも先発隊の大将を務めた。
息子の信清も久遠諸島への同行し、関ヶ原での対浅井戦にも参加するなど、織田家を支える次世代として育ちつつある。
織田信安
元尾張上四郡守護代。織田伊勢守の当主であり、岩倉城城主。
領民に逃げられた臣下の暴走で信秀とは一時戦寸前まで対立したが、継戦派と臣従派で家中が割れた際に信秀が支援したことを切っ掛けに、信秀に臣従する。もともと文官肌で、瀬戸の焼き物等の織田領の産業振興や外交を任されることになる。
息子二人を学校に通わせるが、特に長男の信賢が身分を笠に着た行動をしたために、教師役でもあったアーシャに完膚なきまでにおしおきされた。その報告を聞いた信安は信賢と弟信家を呼び出すや否や叱りつけてアーシャと一馬に慌てて謝罪に訪れたという。
家臣に山内一豊の父親山内盛豊(通称山内パパ)がいる。
織田信勝
信長の同母弟で信行と呼ばれていた。作中では早くから和解。天文20年(1551年)に元服し織田勘十郎信勝と名乗る。
元服の際に領地と城を貰わず、尾張上四郡の代官として信長同様にOJTを受けている。
織田信友
元尾張下四郡守護代。元大和守。史実では1555年、斯波義統を弑逆した咎で信光に処断されている。
清洲にて坂井大膳の傀儡同然だったが、斯波義統のついでに一馬らによって保護される。
その後は悠々自適の隠居…と思いきや、実父の因幡守家を継ぎ信秀に仕えることに。文官として信広の西三河の平定を助ける。

### 織田家家臣
柴田勝家
織田家家臣。
史実では信長の弟である信勝の謀反に付き合う形で信長に反抗していた。
しかし本作品ではこれに相当する謀反は林通具単独による自滅で終結しており、信勝も存命である。
妻の労咳（結核）を久遠ケティに治療して貰ったのがきっかけで、久遠家と親交を持つ。
史実では、お市が初婚である。
松平竹千代
史実の徳川家康。劇中では5歳から。
今川の人質となるところを尾張に連れて行かれて…のところまでは史実通り。
劇中では母親と再会し、父親の松平広忠（史実では1549年頃に死去）が織田家に臣従したことで、親子揃って清洲にて生活中。
信長は久遠家の家中のやり方を見て学び、竹千代を近習としている。
1557年に織田信長が烏帽子親となり、先祖の名から取って「長親」という諱で元服した。
平手政秀
信長付き家老。
史実では、うつけとまで呼ばれた信長の素行を諫めるために自害したと言われているが、劇中では信長の子の養育係となる。じいやポジションも満更ではないようである。　
将来、ラーメンの神様として奉られることが確定。
河尻与一
元織田大和守家家臣。
一馬曰く「ジュリアみたいなバトルジャンキー」。
初登場は書籍版では第一巻。
ジュリアたちが斯波義統や織田信友らを坂井大膳から逃す際の現場に遭遇するも、女の身でありながら武芸に秀でたジュリアとの出会いや、坂井大膳への日頃の反発感から結局は彼らを見逃して織田弾正忠家に降る。
その後、織田家による本證寺の戦い以降、ジュリアの与力となり、久遠家家臣となる。

### 斯波家
史実では斯波義統が織田信友と坂井大膳により殺害され、さらにその子の義銀は信長との折り合いが悪かったために追放されて実権や権威をほぼ形骸化されていた。
しかし、本作では織田信友と斯波義統の関係が拗れるよりも前に一馬たちが尾張に定住した影響もあり、義統と信友は坂井大膳に陥れられる前に命を救われた。
そのような経緯があり、義統は斯波家家臣たちを織田弾正忠家（後の織田宗家）、もしくは久遠家の家臣に鞍替えさせたために義統の直属の家臣は織田信秀のみとなっている。
斯波義統
斯波武衛家14代当主。尾張守護。
肩書き上は尾張のトップである。しかし守護代である織田大和守信友の家臣坂井大膳により軟禁状態だったところを、一馬らの工作により保護される（史実では、この軟禁中に信友により弑逆されている）。保護後も最初は軟禁と傀儡状態を覚悟していた。
しかし一馬達の理想に触れるにつれ、信秀のみを家臣とし元足利幕府管領の権威をもって主に外交面で積極的に協力していくこととなる。
斯波義信
斯波義統の嫡男。幼名は、斯波岩竜丸で、史実の斯波義銀。若武衛と呼ばれることが多い。
旧側近のため横柄な態度を取るようになり、一時は登校拒否となったが守り役を牧下野守に変えることで更生。
年下の子供の面倒見も良くなり、学校内でのリーダーシップを発揮するようになっていく。

### 斎藤家
斎藤道三
美濃の蝮として前半は史実通りという雰囲気だった。しかし織田領からの経済圧力と一馬/信秀らの人柄に接するうちに、織田家に臣従することとなる。
史実では嫡男の義龍の謀反で1556年に死亡しているが、劇中では義龍とは和解。共に清洲にて勤めている。
斎藤義龍
斎藤道三の嫡男。通称新九郎。
身長六尺五寸、197cmとの伝承があるが、そこまではいかなくてもかなりの長身のようである。
尾張に対して有効な反撃が出来ない父親に謀反寸前となるまで反抗していた。しかし愚策を連発する美濃守護土岐頼芸に見切りを付け道三と和解。ともに織田家に仕えることになる。
斉藤家の織田臣従と前後して、妻の近江の方と嫡男喜太郎(史実の斉藤龍興)と共に清洲にて生活を始める。かなり子煩悩である。

### その他
今川義元
駿河の守護大名。
劇中年代が桶狭間（1560年）より前なので、存命中。織田領の経済圧力に屈しつつあり、苦しい立場。
織田とは停戦をしつつ武田と手切れをして甲斐信濃に活路を見出そうとした。しかし、方仁親王の尾張行啓を機に、織田家に臣従を申し出た。
戦国大名の意地として、武田家に対して駿甲の戦いを仕掛けるが、二日間に渡る戦で両軍を合わせて五割近い死傷者を出した痛み分けで終わった。
今川氏真
今川義元の嫡男。
1554年の方仁親王の尾張行啓を機に織田家に今川家が臣従を示唆して、その証として織田家に身を寄せた。
駿甲の戦いでの大損害の後に今川家が織田家に臣従する意向であることが公になると、それに反発した東三河や遠州の国人勢力が今川家に反旗を翻した。
氏真は、織田家の命で東三河や遠州の統治に奔走することになる。
太原雪斎
今川義元の家臣。
出家しつつも諸国の情報収集から、義元に戦略の献策を行う立場。
しかしいかんともし難い尾張との差を認識しつつも、主君への忠義との板挟みで胃の痛い日々を送っている。
こちらも史実では余命僅か(史実では桶狭間の前に死去)。今川家の織田家への臣従に伴って行われた健康診断で隠居を申し渡されている。
木下藤吉郎
史実の豊臣秀吉。劇中では16歳から。
一馬が設立した工業村にて、加藤清兵衛の縁者の職人として修行中。
銀次
甲賀出身のフリーの忍者。普段は、津島/蟹江/大湊で活動している。
織田領外から旅行者の案内や宿斡旋で手間賃を得ているが、その者らの情報を久遠家に報告することでも収入を得ている。
滝川慶次郎とは昔馴染みであるが、実は一馬とは面識はまだ無い。久遠家に召し抱えられているわけではないが、甲賀者の生活が改善されたことに恩義は感じているようで、市井の情報収集と治安維持にそれとなく協力しているようである。
三雲定持に父親を殺されており、慶次郎の協力で逃亡する定持を捕らえて引き渡すことで本懐を遂げている。
沢彦宗恩
織田信長の教育係である臨済宗妙心寺派の僧。
織田領の感染症予防対策で領内の寺院勢力をまとめ上げた実力者。織田学校創設後は、そこで講師の一人として活躍した。
足利義藤
史実の室町幕府第13代征夷大将軍足利義輝。
管領細川晴元と折り合いが悪い。
一馬達が上京するタイミングで観音寺城に入り、表向きは城で療養と称したまま、武芸の師匠である塚原卜伝とともに「菊丸」と名乗って諸国行脚をする。尾張にも良く立ち寄り、尾張の学校にて子供らに武芸の手ほどきをしている。
物語当初の登場人物達には、世間知らずで自身の権威と面目しか考えない人柄と思われていたが、世情の実際を見聞するにつれて幕府による治政の限界を感じるようになり、室町幕府と戦国の世を終わらせるために、一馬達に協力していくこととなる。
北条幻庵(北条長綱)
後北条氏の祖である北条早雲の息子で、北条氏康の家臣。氏康は幻庵の甥となる。
当時の北条家嫡男である北条西堂丸(北条新九郎。史実では1552年死亡)を連れて、陸路今川領を通って尾張への偵知に訪れる。
三河から清洲までの道中と病院学校の視察だけで、一馬らの行動原理を看破するだけの慧眼を持つ。
以後、織田とは対立することは避け、織田家との友好を推していくこととなる。史実では、あと30年は存命。
ちなみに北条西堂丸はこのとき久遠ケティの診察を受けており、史実での早世は回避されたと思われる。
北畠具教
伊勢国司北畠晴具の嫡男。
北畠に逗留した塚原卜伝の紹介で、久遠家との親交を持つようになる。初回登場時は、いつのまにか花火見物に混じって久遠ジュリアと酒を飲んでいた。
史実では剣豪大名として有名で、織田家とは最後まで対立した人物だが、劇中では尾張に頻繁に通ううちに織田家の施政も理解するようになり、父北畠晴具と織田家との橋渡しをするなど、一馬や信長にとって重要な協力者となっていく。
尾張の飯屋「八屋」の常連。
六角定頼
近江の守護大名。室町幕府管領代。
桑名の騒動及び甲賀の滝川家と望月家からの人材流出から、尾張に興味を持つ。
織田家とは特に敵対はせず、織田家の施政を大まかに理解しつつ協力的な面も持つ。しかし親織田というよりは、周辺情勢安定のために織田家を畿内に関わらせたくないという思惑の方が大きいように思われる。
ただ、尾張の目指す先に憧憬を持っていたようで、今際の際に「困ったら信秀を頼れ」との遺言を残す。1552年、ほぼ史実の時期に逝去。
(史実では1月2日であるが劇中では１月５日に逝去)
一馬はケティたちに定頼を治療させようと考えていたが、定頼はあえてそれを丁重に断って最期を迎えた。そのような経緯があったことなどから、一馬は定頼の死を深く悼んでいる。
六角義賢
六角定頼の嫡男。通称四郎。定頼死後は、六角家当主となる。
父六角定頼の遺言に大きく影響を受け、織田家の施政を積極的に学びつつ領内の振興に励むことになる。
史実の観音寺騒動は回避されたようである。
朝倉宗滴
越前朝倉氏11代当主朝倉義景の家臣。8代当主朝倉氏景の弟。物語開始時には既に70歳。
朝倉家当主3代にわたって仕えており、文武共に朝倉を支え続けた人物である。
朝倉が加賀一向一揆に手を焼いているところに、三河一向宗を難なく排除した織田に興味を持ち、対浅井戦後には、自ら尾張に乗り込んでいる。
織田の動向に注視しそれらを理解する人物であり、織田に対して好印象は持っているのだが、いかんせん史実での余命は僅かである。
一馬とは鷹を卵から孵す養鷹に関して親交があり、一族の孫八郎景鏡に関して警戒的である。
浅井久政
北近江の大名・浅井氏2代目当主。史実ではお市の夫となる浅井長政の父。
妹の近江の方が斉藤義龍の正室ではあるが、斉藤家が織田に臣従する際に、近江の方は織田を頼ってしまったため激怒(浅井が織田に人質を送った形になるため)。美濃攻めを決意するがこのときには既に関ヶ原の不破氏は織田に臣従しており、結果的に織田に戦を仕掛けた形になり、尾張の情勢の情報収集を怠ったため、無謀な戦を挑むこととなり関ヶ原に至る前で大敗、滝川資清に捕縛される。
その後は六角に引き渡され、観音寺城下で隠居。浅井家家督は猿夜叉丸(長政)に移り六角配下として存続することになる。
幸次郎
元は伊勢亀山の関家の家臣の一族と、出自だけ明かされている。自称、兄からの待遇が悪く(手柄を奪われたりと)三十路過ぎてから出奔とのこと。
浅井家臣ではなく、客人として浅井の関ヶ原出兵直前に浅井久政に付くようになる。
飄々とした言動をしているが、尾張周辺の情勢や織田の関係者についても詳しく、状況分析も的確である。
史実人物との関係が不明なキャラクターにしては非常に有能。もし最初から浅井家に仕えていれば、久政の運命も大きく変わったであろう。
三好長慶
阿波国の戦国大名であるが、畿内をほぼ制圧し実質的に天下人となっている。
室町幕府管領の三好晴元が元の主君ではあったが、父の無念を晴らすべく謀反する形で係争中であり、自動的に将軍足利義藤や管領代である六角定頼とも対立関係にはなる。しかし義藤や定頼自身が晴元と不仲であるため衝突には至らず、三好長慶と足利義藤の和睦後は六角とも和睦、協力して政権運営を行っていくこととなる。ただ、天下人ととしてはいまいち影が薄い。
松永久秀
松永弾正久秀、史実では三好長慶の重臣。
戦国のボンバー野郎、別名ギリワン。某シミュレーションゲームで、義理の数値が最低値だったということからそんな呼ばれ方をしたらしい。作中では四十代の能吏として登場。
堺に訪れた海賊まがいの南蛮船の対応のため、八屋で尾張飯を堪能したついでに信秀と面会し、その際に一馬を紹介された。
ジュリアからは腹黒親父、慶次からは癖者（くせもの）と評される。宴会の席で若い地下の公家衆と女性の話で盛り上がり、明確に欧米人の容姿を持つエルやセレスに色目を向けるなどしたため、一馬からは「悪人面の好きモノ」と思われている。
シンディーの開催した茶会に参加し、牛の乳で淹れた茶（ミルクティー）を大いに気に入った模様。
武田晴信
史実の武田信玄。
信濃に同盟破りで侵攻したことが尾を引いて、史実以上の悪評となって厳しい状態に。砥石崩れを挽回できず、結果として越後との川中島を巡る戦いも本作品では未発生である。
織田と敵対しないために、三男の武田信之（史実では1553年11歳で死去）を尾張に留学させる。このとき、真田幸隆（幸村の祖父）も同行している。
1554年の秋に今川家との駿甲の戦いで大きな損害を出した後に、甲斐の支配が分裂することを予見して、嫡男の武田義信を筆頭に一族を尾張の地に逃して織田家に臣従した。
長尾景虎
史実の上杉謙信。作中では天文22年（1553年）、23歳で初登場。
上洛の途中に尾張に立ち寄り武芸大会を見物した後、信秀と面会。大変な酒好きの寡黙な男として描かれ、一馬には「よく判らない人」と評される。
史実ではこの上洛の時に京で将軍足利義輝に拝謁し意気投合したとされるが、作中では当の義輝は長尾から文が来ていたことをかろうじて覚えていたものの、菊丸として武芸大会を見物したり文化祭準備に忙しかったりで放置された。
小笠原長時
信濃国守護。
武田家の猛威に対して今川家に救援を求めていた。武田家と今川家に翻弄され戦に明け暮れていた。
1554年の方仁親王の尾張行啓を機に織田家に臣従することを決め、信濃国守護職を将軍である足利義藤に返上し、斯波義統が代わりの守護職に任じられた。
結果として、駿甲の戦いを苛烈なものとして、今川家と武田家が織田家に臣従することを後押しする結果になった。
塚原卜伝
剣聖。尾張の武芸大会を見物に来た後、久遠ジュリアと試合を行った。
久遠ジュリアから久遠流を学ぶとともに、久遠ジュリアに鹿島新當流を伝える。
足利義藤、六角定頼、北畠具教らと織田家及び久遠家との交流を仲介するキーパーソンとなっている。
大内義隆
中国地方西部から九州北部にかけて6カ国を有した守護大名。
1542年の尼子領侵攻時の大敗で養嗣子で嫡男の晴持を失って以後、文治体制に重きを置く。京周辺の三好－細川の争いから避難してきた公家を多く招喚し、明との交易も合わせて文化/経済ともに隆盛を迎えるが1551年、尼子侵攻を諦めたかのような義隆に反抗する形で武断派の陶隆房が謀反(大寧寺の変)。
史実では山口から西に逃走し、逃げ切れずに自害したが劇中では大寧寺にて自害し、首は臣下の冷泉隆豊によって尾張にまで届けられることになる。
史実では文化傾倒のために重税を敷く等のネガティブな評価も多いが本作品中では、経済/内政振興の重要性を知る先見性のある人物として扱われている。尾張にて執り行われた義隆の大法要は周辺要人や京の公家も多数参列し、尾張の隆盛を全国に知らしめる切っ掛けともなり、ほぼ史実通りの最後に迎えたにしては、作品中での影響度は非常に高い人物となった。
なお所持していた明貿易のための勘合符と金印は、大寧寺の亀様宗鑑により後日尾張に届けられたがすでに時代にそぐわない物として、尾張に設けられた大内義隆の墓に密かに封じられることとなる。

### 敵役
林通具
書籍版第一巻に登場。
一馬が尾張に初めて来た当時、信長の筆頭家老だった林秀貞の弟。
信長のやる事なすこと全てが気に食わないという人物であり、信長が一馬を仕官させた辺りからさらに拗れていった。その挙句に謀反を起こすものの、兄の秀貞はじめ周りから止められたにも関わらずの決起だった上に、信秀と信長を毒殺しようとした疑いが尾張中に広まったことなどから誰も通具を味方せず、通具の家臣たちですら呆れて事情を話すついでに信秀側に寝返るような有様だった。
書籍版とweb版では最期が異なっていて、web版では一馬と信長たちの火縄銃や弓を見て慌てて逃げ出そうとしたところを背中から撃たれて死んでいる。
一方で書籍版ではジュリアに討ち取られている。
通具が討ち死にした後、兄の秀貞は謀反に加担しなかったものの、仕置きとして信長の筆頭家老を外されて隠居に追い込まれている。
坂井大膳
書籍版第一巻に登場。
織田大和守家の重臣だったが、実際には斯波義統や織田信友らを傀儡として好き勝手をしていた悪代官ともいえる男。
史実では1547年（または1544年）に起きた加納口の戦いのどさくさに紛れて信秀の居城である古渡城を攻撃して信秀の地盤を揺るがすような事態を招いていたが、こちら側では一馬の介入により信秀が内政に専念し始めたために第二次加納口の戦いが回避された（余談だが本作では加納口の戦いが二度起きていたという解釈が採用されている）。当然、古渡城を攻撃する隙など出来るはずもなかった。
その後、織田弾正忠家ではケティが齎した流行病の知らせにより手洗い・うがいなどの基本的な防疫措置を取ったり、薬をタダ同然で領民たちに分け与えたりしたのだが、大和守家の家臣たちは一馬やケティを軽んじて高圧的な態度を取った上に、防疫措置にも非協力的だったことが災いし、大和守家の領地では疫病が流行ることになった。
そのため、大和守家は民からの信用を失い、ついには弾正忠家に対して清洲城での籠城戦を挑もうとするものの、一馬たちが持ち込んだ金色砲で城門をあっさりと破壊された上、戦らしい戦にもならず降伏する羽目になり、そのまま大膳ら大和守家の腐敗を招いた重臣たちは処刑されることになった（史実の坂井大膳は1555年に信長に決起するも破れて今川氏に逃亡後、消息不明）。
また、一馬たちの作戦によって清洲城攻撃の前に斯波義統とその一家、及び織田信友らが清洲城から連れ出されて救出されたため、義統は大膳らに殺される事なく難を逃れている。また信友は大和守家の家臣たちが勝手をしたことと、自らが大和守家の当主のままではまた要らぬ騒乱を招く恐れがあるとして後継を決めずに当主の座を降りたため、織田大和守家は史実同様に滅亡した。
服部友貞
津島南の市江島を領していた土豪。一向宗門徒。書籍版の第三巻における敵役。
水軍を有し、周辺海域で通行料を取ることで成り立っていたが、一馬の南蛮船が津島によるようになってからはそれも叶わず、反織田として行動することに。
織田家の荷を運ぶ船から無理矢理通行税を取ろうとしたところ、誤って沈めてしまい織田と開戦するが、海戦含めて2日で落とされた。本人は長島願証寺に引き渡され、そこで処刑される。
土岐頼芸
美濃守護。
物語開始前に斎藤道三に美濃から追放されており、これを擁することで織田が美濃攻めをする大義名分となっていた。
織田と斎藤が和睦する条件として守護に復帰はするが、実権は戻らず双方から干されることになる。
和睦の場で、酔った家臣が久遠家の下で働いていた幼子を無礼打ちしようとし、さらに庇った久遠リリーに刀を向けるという事件が発生。当人は諫めていた同僚にその場で処断されるが、頼芸は恥をかかされたとその同僚まで処刑してしまう。この件が切っ掛けで織田家によって復帰したにもかかわらず、織田からは完全に無視されることになる。
この後、美濃の実権を取り戻すべく、反道三勢力を唆したり美濃と織田と争わせようと画策するが全て空振り。織田との和解を目論んだ家臣に弑逆されてしまう。
この事件以降、幼子が往来で武士の前で転ぶ都度周囲が静まりかえるなど、愚かな守護様がいたとして散々いじられ続けることになる。
とはいえそもそも刀を抜いたのは頼芸ではないし、一馬らがいなければ有効かと思われる謀もあったため、まったく無能なキャラとも言えない。ただ本作品では、周囲は利用するだけというその為人から、ひたすら嫌われていただけとも言える。
ちなみに守護職は幕府からの任命であり、幕府は朝廷から任命された征夷大将軍の組織であるため、自滅したとは言え守護を揶揄するするような言動は、本来なら憚りがある。一馬もたまにその辺りは注意している。
陶隆房
大内家家臣。伝承では美男だと言われている。
大内義隆を弑逆したはいいが、肝心の勘合符の所在を明らかにする前に、深い考えも無しに山口の町を燃やしてしまう。
そのうえ公家の二条尹房まで殺害してしまって、官位剥奪の上に朝敵一歩手前。大内家再興のために大友家から義隆の甥でかつて猶子だった晴英を新当主に招こうとするも無視され、大内家を支えていた商人や職人は尾張に逃げ出し、現在は八方塞がり状態である。
見方によっては文化傾倒な義隆を諫めようとしたとも取れるが、本作中ではただの脳筋として描かれている上に、「西国一の愚か者」とまで悪評が広がっている。
なお、後世では義隆と二条尹房を殺害した上に、久遠家が救出しなければ公家衆まで殺そうとしたことなどの悪行が広く伝わったために、子孫たちは「陶」という苗字を名乗らなくなったらしい。
細川晴元
室町幕府34代管領。とはいえ、将軍である足利義藤は観音寺城に入ってしまい、自身は若狭武田に身を寄せている。本作品における今のところ最大の黒幕ではあるが、扱いは小悪党。斯波義統が軟禁されていると思い込んでいるとか、久遠一馬をまったく認識していないとか、謀ばかりする割には現状認識は非常にお粗末である。
三好はもちろん織田も敵視していており、北近江や北伊勢の土豪国人をたきつけて尾張に嗾けてはいるが、今のところ全て不発。身を寄せている若狭武田にもそろそろ煙たがられている。
若狭武田家中でよく思わない者らの手引きによって、暗殺未遂事件まで起こっている。

## 登場する地名
桑名
伊勢北部の有力な商業地であったが、服部友貞の反織田行動を支援したために尾張圏からの商売を止められ、問題のない商人は織田に引き抜かれ、東海道の要地でもあるに関わらず衰退。身内により会合衆が処断されるまで織田に許されることはなかった。
本作品中では、堺と同じくここの商人の実名は出てこず、「桑名」として扱われている。
大湊
南伊勢にある伊勢湾圏最大級の商業都市。
服部友貞の騒動時に、一部の商人が友貞に協力してしまったが戦後に謝罪した桑名と違い、終戦前に謝罪が間に合ったので、許される。
織田との取引で大きな利益を得ており、以後は親織田として行動していくことになる。
ここの会合衆だった湊屋は、一馬に饗された食に感銘を受け、商家からは隠居して織田家に臣従。主に商家との折衝を受け持つようになる。
堺
大阪湾に面した日本最大の商業都市ではあるが、躍進を始めた尾張を牽制するために取った手段（偽産物の商い・為替の偽造・悪銭鋳造・海賊まがいの南蛮船を嗾ける）は全て露見しており、尾張久遠家の明・南蛮貿易を含む伊勢湾商業圏からは絶縁状態になった。
以後は衰退著しく三好に臣従することで打開を図るが、三好も扱いかねているようである。
堺というと有名な商人が多い地ではあるが、本作品では特定の人名の商人はほとんど出てこず、ひっくるめて「堺」勢力として扱われている。
南蛮船の模造をしようとしたが、従来の和船に複数の帆を建てただけの急ごしらえ品であったため、初出港と同時に転覆したところを公家らを京に送る途中の久遠の南蛮船に目撃されており、同乗していた安宅冬康を激怒させた。
本證寺
三河の一向宗の寺院。
織田家の災害復興政策や社会保障的な政策に反発して、旧来の封建的な寺領を維持しようとしたことから、領民の人心が離れた。
織田家との仲介をした願証寺や石山本願寺の使者を殺害するに至り織田家に討伐され、廃寺になっている。
願証寺
伊勢国桑名郡長島の一向宗の寺院。
織田家と服部友貞との戦に巻き込まれたが、織田家と和睦した。その後、一向宗のネットワークを使って久遠家の交易品の流通に協力するようになった。織田家が臣従して協力的な寺社には寺禄の提供や寄進を行っている一方で、非協力的な寺社に何も支援せず容赦がないことから、名より実を取った結果である。
本證寺の廃寺や伊勢無量寿院の失態もあって、織田家とうまくいっていて経済的にも富裕になった願証寺に本山を乗り換える寺院も多く、織田家の勢力圏で最大の寺院勢力となりつつある。
石山本願寺
堺と織田/久遠家が対立する一方で、願証寺を仲介して交流が進んでいる。
本證寺の問題でその権威と経済力を誇示した後は、久遠家の良い交易相手になっている。
伊勢無量寿院
史実の一身田無量寿院。
北畠と織田による北伊勢平定の影響で末寺が伊勢無量寿院の支配下から離れてしまい織田家の災害復興政策や社会保障政策に反発している。
尭慧上人の兄の飛鳥井卿による交渉で末寺の支配権を織田家から取り戻したものの、尭慧上人はこの交渉で寺を出ることになった。
織田家の社会保障政策を望む領民がこぞって織田の支配地域に移民したため、かつての寺領は無人の地になっている。寺院からの圧政に対して残っていた住民が寺に対して一揆をおこした。勅願寺であったことから朝廷からの勅許を得て織田家を中心とする幕府軍により一揆を鎮圧するとともに、圧政を行っていた無量寿院を討伐した。鎮圧後は織田家の支援を受けて、尭慧上人の下で復興事業が行われている。
富士浅間神社
富士大宮司である富士家が国人領主として今川家に臣従していた。史実でも、今川家・武田家・北条家に囲まれる形で勢力圏があったため、三家の紛争に巻き込まれた末に、政治の世界から身を引いて神職に専念している。
北条家を通して久遠家と商取引をしていたため、伊勢無量寿院での状況を知っていた。織田家への臣従に伴う天文遠江騒乱で今川家の面目を保つために今川家に苦言を呈したとされる。
諏訪神社
今川家・武田家・小笠原家が織田家に臣従したため、諏訪神社の神職で国人領主である諏訪家も織田家に臣従することに決めたものの、同じく織田家に臣従した高遠の地で略奪を行ったために織田家に敵対したとみなされて立場を悪くした。
同じような立場であった富士浅間神社と対比されている。
身延山久遠寺
穴山氏が本拠にしている巨摩郡にあるが、武田家が織田家に臣従する際に穴山氏が袂を分かって独立勢力になったために立場が不安定になった。日蓮宗には近畿にそれなりの勢力があったため斯波家・織田家のことを知っており、穴山氏を見捨てて、願証寺と同様に末寺のネットワークを利用して東海道及び甲斐での陸上の物流を担うことで一定の利権を確保した。穴山氏のせいで時流に乗り損ねたことを苦々しく思っているところがあり、守護である武田家に対して穴山氏が臣従して和解することを待ち望んでいる。
熱田神社、津島神社
一馬達の尾張来訪が名目として新規取引先の開拓と、これらの神社への参拝が目的だった。その縁で織田家に仕官できたことになっているので、久遠家は定期的に参拝して寄進をしている上に、行事の開催に協力している。外様である久遠家が織田家中で影響力を増していくうえで、初期の支持基盤となっていた。
後には一向宗などの非協力的な他の宗教勢力に対する対抗勢力として優遇され、それぞれの門前町の発展とともに隆盛を誇っている。

## 用語・世界観
ギャラクシー・オブ・プラネット
主人公がプレーしていたフルダイブ型VRNMOによるSF系シミュレーションゲーム。
移動型宇宙要塞シルバーン
主人公のゲームキャラクターであるアレックスが所有していた拠点。地球の月と同じ大きさの移動型宇宙要塞であり、地球圏に重力の影響を与えないよう木星軌道上で駐機している。太陽系全体を支配域とすべく自動防衛網を構築済み。
恒星間航行も可能な艦船も多数格納されており、将来のために太陽系内の資源を温存したまま、太陽系外から鉱物資源等を確保している。
合成蜂蜜などの農業製品から航空機までの工業製品に至る、多岐にわたる物資をそれなりの規模で生産できる設備がそろっており、久遠家による交易品には、宇宙要塞で生産された品物も多かった。
有機アンドロイド
本来はゲーム内のAI操作キャラクター（いわゆるNPC）だったはずが、異世界転生でほぼ人間と同じ存在になっており、人間と同じく自律意志を持ち生理現象もある。一馬との間に子供までもうけている。
ゲーム時代におけるアレックスのハーレム願望から120体全員が女性型であった。転生後、一馬は彼女たちに責任を取らされる形で妻として扱っている。
擬装ロボット兵
見た目は普通の人間に偽装しているが、ほぼ人間と同じ存在になっている有機アンドロイドとは異なり、中身は無機質なロボットである。
久遠船
水軍で既に所有していた和船を帆周りを南蛮船風に改造したタイプと、佐治水軍で新造した和洋折衷船の2種が登場している。
改造船タイプでも既存の網代帆(藁莚製ジャンク帆)から帆の建て方と材質を変更して木綿製の縦帆にすることで、従来の和船より高速を発揮できる。
久遠船=南蛮船ではなく、これらの船種のみを指す。設計者は久遠鏡花。これらの船も南蛮船と同じくタールで黒く塗られており、織田家所属の船だという識別ポイントになっている。
主な活躍の場は関東との貿易、伊勢湾内での貨客連絡船、佐治水軍による伊勢湾の警戒と警備等。
北条幻庵らの送迎、織田家面子を連れての久遠諸島里帰り、周防への緊急連絡等、これらの航海にも南蛮船艦隊に随伴しているが久遠諸島への航海では、やはり外洋航海はきびしいとの評価がされている。
ただし、サイズ的に近海での使い勝手は良いので、南蛮船の建造が可能となった後も量産されており、織田水軍の主力となる。
現状は、久遠家/織田家/佐治水軍/三雲家(神津島)のみの保有だが、九鬼水軍など伊勢の水軍が織田に臣従したことで、そちらにも随時配備されると思われる。
改造船と新造船との、各場面での使い分けについては不明瞭であるが。旧式はすでに湾内の輸送のみと思われる。
南蛮船
久遠家では、史実に実在した南蛮船のガレオン船/キャラベル船と外見の同じ船舶を多数所持しており、津島/蟹江の港に常に数隻は常駐している。久遠家所有の南蛮船は「南蛮」に悪い意味があるため、後に恵比寿船と呼ばれるようになった。
交易船とは別に何隻か常駐しているようで、非常時の戦闘/輸送/連絡/貴賓の遊覧用の船としての運用や、城と同じく尾張の権勢の象徴ともなっている。
外見や見えるところの素材が実在のガレオン船/キャラベル船と同じとは言え、人目に付かないバラスト部分には反重力推進機等のオーバーテクノロジーが隠されており、要塞関係者のみが乗船する際は、外見を変えずに水面から浮上しての高速飛行も行っている。
久遠関係の船には船材の防水と防腐のためとして船体にはタールが塗られており、これのために関係の船は並べて黒いため、黒い船=久遠/織田家の船というイメージが固まりつつある。
ちなみに堺で建造された模造船では、この黒色塗装に漆が使われた。
要塞勢力では、海生生物（巨大イカや鯨）に似せた潜水艦も所持しているが、目的は非常時の救助用（現在の所は未使用）や西洋列強（特に宗教関係）の進出を妨害するために、大西洋-インド洋での工作活動に従事している。
1554年以降の区分は以下の通り。
ガレオン：大鯨船 キャラック：小鯨船 キャラベル：海豚船 クリッパー：速鰐船（初代船は白鷺がマストに止まったのを目撃されたため白鷺船とも呼ばれる）
久遠諸島
史実の小笠原諸島。対外的には父島が久遠家の本拠地とされている。
もともとは外から人を招いたときのための偽装の町並みと、ロボット/アンドロイドだけの街だったが、東南アジア/ミクロネシア/シベリアからの救助者や、貿易船の船員として尾張からも少数居住することになる。
要塞勢力としての地球での本当の本拠地は硫黄島となる。
ここには、要塞との連絡用宇宙船（シャトル）の発着場も整備されており、宇宙港として機能している。
また、ここに常駐している工作艦にて尾張から持ち込まれた資源の精製/加工から火縄銃/大砲の生産から銭の鋳造も行っている。
農業産物などは要塞で栽培が行われており、シャトルによって輸送されている。
伊豆諸島
北条家の領地であったが、1552年の伊豆大島にある三原山の大噴火において、久遠家が島民の避難を行った。
これをきっかけとして、伊豆諸島が久遠家に譲渡された。
1548年の里見水軍の壊滅、1549年の地震での救難支援と織田家および久遠家に対する借りが積みあがっていたこともあり、織田家と誼を結べるうえに久遠家による船便の増加で交易が増えることが見込めるのであれば北条家の利になると、北条氏康から避難民を輸送した久遠雪乃に伊豆諸島を譲渡したい旨を申し渡した。
以後、久遠家の領地として投資と開発が行われるようになった。
蝦夷
アイヌなどの現地人との交易を介して久遠家が勢力を拡大してきており、1555には蠣崎家を臣従させて北海道全域を久遠家の支配下におさめた。オホーツクや千島列島などにも進出しており、史実におけるウラジオストックなどの大陸極東地域もロシア人移民による進出前から久遠家によって開発が開始されている。久遠家による環太平洋地域への支配地拡大の一端を担っている。
これらの地域からもたらされる鮭などの水産物や、木材資源は、久遠家による交易商品の主力商品の一部となっている。
1555年には、安東家や南部家などの津軽半島や下北半島の国人勢力が失われた蝦夷からの利権を取り戻そうと久遠家の支配下の勢力を襲撃したことから、久遠家がこれを撃退し、十三湊を足掛かりに久遠家とその配下の勢力による支配地域の南下が始まっている。
黄金酒
蜂蜜が原料のシードルである。代表的な久遠家由来の商品として登場する。
作り方はワイン以上に簡単なのだが、蜂蜜自体が貴重な材料なため久遠家でしか生産しておらず、その見た目と味の良さから高級酒として扱われている。
織田勢力圏では比較的安価だが、その外では非常に高額で取引されており、商人垂涎の商品となった。
領外では水で薄めたりして暴利を得る商人が続出しており、堺の商人が混ぜ物ででっち上げた偽黄金酒も、堺との対立の要因となっている
金色砲
いわゆる前装式の大砲であるが素材が青銅系の合金である砲金と呼ばれる銅90%、錫10%程度の組成のものを用いており、磨かれることで黄金色に見えることから、金色砲と呼ばれることになる。
大型の青銅の鋳造技術と大量の火薬を必要とするため、費用的にも当時としては戦略級兵器となる。
坂井大膳との清洲城戦が初使用で、城門と屋敷を粉砕している。里見との鎌倉沖海戦では空砲を威嚇として使用したが、周防で陶隆房が嗾けた水軍との戦闘では、実弾を使用し小型船を撃破している。岡崎城を占拠した松平家臣による謀反では野戦にて炸裂弾も使用され、その士気を砕き敗走させた。
最初に尾張で試射したときには南蛮船に搭載されていたカルバリン砲であるが、この後に陸戦用に配備された物はより小型のファルコネット砲だと記述されている。これらは構造に大差は無く、名称の違いはサイズの違い程度である。
南蛮船搭載の大砲自体は、礼砲として頻繁に使用されている。
被害範囲と連射性能からして、大規模野戦での実効性は怪しいところだが、城門や城壁を破壊するのには非常に有用なので、投石機での焙烙玉運用と合わせて、これら登場以後は織田軍の前には籠城戦は無意味となり、調達や運用のコストも含めて織田家の財力と武力の象徴的な扱いとなっている。
「宇宙要塞」というタイトルから、もっと凄いチート兵器がと思われる人もいるだろうが、その多くが緊急用として隠匿されて未使用であるため、この大砲が本作品にて実際に使用された最大威力兵器となる。
那古野工業村
劇中で近代製鉄発祥の地とされ、久遠式高炉と呼ばれるコークスを使った高炉型製鉄炉の実験施設と、反射炉型転炉群、高炉の排熱を利用した鋳造施設があった。
最盛期には日本の粗鋼生産量が年間3000t余りの時代に、凡そ年間1600tを生産していたとされる。「鉄は国家なり」を体現する工業地域となっている。鉄の生産以外にも、銅の精錬や、青銅製品の生産、ガラス製品の生産も行われていた。
織田信長の領地で、開発を主導していた久遠家が代官をしていた。
後の時代に沿岸部に中京工業地帯が開発されると、そちらに移転したためにすべて解体され、近代には記念の石碑のみが残っている。
農業試験村
久遠家が持っている先進農業技術や新品種などを実験的に試す地域で、久遠家が代官をしていた。
同様の目的で、畜産関係を試行する牧場村、山間地での製炭や養蚕およびキノコ栽培などを試行する山の村などがあった。
これらの村での成果は、織田家の殖産興業の施策として、支配地域に農地改革や治水事業とともに普及させていった。その過程で、土地の領有権と施政権を織田家に一本化するとともに、臣下への報酬を金銭による俸禄に変更する政策が同時並行で行われていった。
久遠病院と織田学校
久遠病院は、1548年に創設され、日本最古の近代病院とされている。後の時代には、織田大学医学部の附属病院として、久遠家が経営する久遠総合病院となり、全国に系列の病院を数多く持つ世界最高峰の医療機関の一つになった。
織田学校は、久遠病院に併設された学校で、初等教育から医師や助産師の育成までを担う総合教育機関である。後の時代には、幼稚部から大学部までの一貫教育を行う日本最大の私立学校として有名になった。歴代の名誉理事を織田弾正忠家が務めている。
初代の久遠病院と織田学校の建物は宮造りになっており、熱田神社、津島神社、伊勢神宮など織田家とかかわりが強い神社の宮大工たちによって作られた。宮造りであるのは、宮造りの建物が立派で耐震性が優れていることと、それらの神社に対する織田家及び久遠家による支援のためだったとされる。その後同様に各地に作られた学校と病院はこれを手本として宮造り風の建物になった。学校と病院が隣接しているのは、医師の養成という都合もあるが、緊急時に学校を病室として使うためであった。初代の久遠病院と織田学校の建物は近代には国宝として残されている。
八屋
尾張を訪れた滝川一族のうち、忍びや戦の働きが出来ない者が始めた飯屋。
久遠家の全面的バックアップを受け、よそでは食べられないものを多く提供し、尾張食文化の発信地となる。そのレシピは、後の時代にも料亭八屋や久遠食品に引き継がれている。
店に入るには、身分関わりなく並ぶことが掟とされ、大名や守護もそれに習っており、訪れた要人の面子は相当な物である。
人気メニューは、明麺(ラーメン)、餃子、いなり寿司、炒飯、カステラ、煮込みうどん、みたらし団子、猪肉丼等。
日替わり定食のアジのふらいは、他国の忍も狙っている。
虫型偵察機
要塞勢のオーバーテクノロジーで作られたもので、どのような虫なのかは語られてはいないが(昆虫と一度だけ記述がある)、世界中にばらまかれているようである。
この装備によって、各勢力の動向などは個人レベルで筒抜けであり、人工衛星からの偵察も合わせて、これらの情報優位性は、本小説での最大のチート要素とも言える。
ただ、情報量が非常に多い上にさすがにプライバシーの侵害ではあるので、管理と情報分析はバイオロイドにまかせて、必要な報告だけさせているようである。
これらによって得られた情報の報告は、要塞メンバーと一馬までで、伝達時間的に問題のない範囲で、報告にあった的に話に出される程度である。
久遠家の家臣団とは別に、久遠チェリーや久遠ウルザなど独自に諜報活動を専門にする奥方がいることも、調査方法の隠匿に役立っている。

## 既刊一覧
| 巻数 | タイトル                              | 初版発行日（発売日）     | ISBN              |
| ---- | ------------------------------------- | ------------------------ | ----------------- |
| 1    | 戦国時代に宇宙要塞でやって来ました。1 | 2019年1月21日（1月19日） | 978-4-7753-1660-3 |
| 2    | 戦国時代に宇宙要塞でやって来ました。2 | 2019年7月31日（7月30日） | 978-4-7753-1739-6 |
| 3    | 戦国時代に宇宙要塞でやって来ました。3 | 2020年8月19日（8月18日） | 978-4-7753-1821-8 |
| 4    | 戦国時代に宇宙要塞でやって来ました。4 | 2021年4月19日（4月17日） | 978-4-7753-1900-0 |
| 5    | 戦国時代に宇宙要塞でやって来ました。5 | 2021年11月15日（同日）   | 978-4-7753-1967-3 |
| 6    | 戦国時代に宇宙要塞でやって来ました。6 | 2022年6月13日（同日）    | 978-4-7753-2021-1 |
| 7    | 戦国時代に宇宙要塞でやって来ました。7 | 2023年3月20日（同日）    | 978-4-7753-2076-1 |
| 8    | 戦国時代に宇宙要塞でやって来ました。8 | 2023年11月20日（同日）   | 978-4-7753-2119-5 |
| 9    | 戦国時代に宇宙要塞でやって来ました。9 | 2024年6月20日（同日）    | 978-4-7753-2154-6 |